# Frostburg
Frostburg és una població dels Estats Units a l'estat de Maryland. Segons el cens del 2000 tenia 7.873 habitants.

## Demografia
Segons el cens del 2000, Frostburg tenia 7.873 habitants, 2.840 habitatges, i 1.252 famílies. La densitat de població era de 993,4 habitants/km².
Dels 2.840 habitatges en un 18,2% hi vivien nens de menys de 18 anys, en un 34% hi vivien parelles casades, en un 7,3% dones solteres, i en un 55,9% no eren unitats familiars. En el 37,5% dels habitatges hi vivien persones soles el 16,5% de les quals corresponia a persones de 65 anys o més que vivien soles. El nombre mitjà de persones vivint en cada habitatge era de 2,18 i el nombre mitjà de persones que vivien en cada família era de 2,85.
Per edats la població es repartia de la següent manera: un 12,4% tenia menys de 18 anys, un 41% entre 18 i 24, un 17,2% entre 25 i 44, un 14,2% de 45 a 60 i un 15,2% 65 anys o més.
L'edat mediana era de 24 anys. Per cada 100 dones de 18 o més anys hi havia 79,2 homes.
La renda mediana per habitatge era de 21.215$ i la renda mediana per família de 53.234$. Els homes tenien una renda mediana de 35.417$ mentre que les dones 26.094$. La renda per capita de la població era de 13.821$. Entorn del 6,1% de les famílies i el 30,5% de la població estaven per davall del llindar de pobresa.

## Poblacions més properes
El següent diagrama mostra les poblacions més properes.